# Екимово (Белозерский район)
Екимово — деревня в Белозерском районе Вологодской области.
Входит в состав Артюшинского сельского поселения, с точки зрения административно-территориального деления — в Артюшинский сельсовет. До 29 сентября 2000 года входила в Енинский сельсовет.
Расположена на берегу Новозера. Расстояние до районного центра Белозерска по автодороге составляет 43 км, до центра муниципального образования села Артюшино по прямой — 10 км. Ближайшие населённые пункты — Анашкино, Карл Либкнехт, Остров Сладкий.
По переписи 2002 года население — 2 человека.